# Novi Zrin
Novi Zrin (Zrinyiújvár o Uj Zrinyiújvár in ungherese, Neu-Zrin in tedesco) era una fortezza vicino alla confluenza della Mura nella Drava, nelle vicinanze del villaggio di Donja Dubrava, nella regione del Međimurje, nella Croazia settentrionale.

## Storia
La fortezza fu fatta costruire a proprie spese dal bano di Croazia Nikola Zrinski nel 1661 come avamposto contro gli ottomani. Nei due anni successivi fu ripetutamente assediata dai turchi che però non riuscirono mai a prenderla.
Nel giugno 1664, durante la quarta guerra austro-turca fu assediata da un esercito ottomano forte di 100.000 uomini e comandato dal Gran Visir Fazıl Ahmed Köprülü. La fortezza fu espugnata e distrutta il 7 luglio 1664.
Nel luogo in cui un tempo sorgeva la fortezza è stato eretto un obelisco sulla riva destra della Mura. Il territorio sul quale sorgeva l'ex fortezza è ora diviso tra il comune di Legrad, nella regione croata di Koprivnica-Križevci, e l'Ungheria.